# Zillur Rahman
Mohammad Zillur Rahman (Brahmanbaria, Raj británico, 9 de marzo de 1929-Singapur, 20 de marzo de 2013) fue el Presidente de Bangladés. Fue declarado presidente por la Comisión Electoral de Bangladés el 11 de febrero de 2009 al no presentarse ningún otro candidato a la elección presidencial.

## Biografía
Rahman nació el 9 de marzo de 1929 en Bhairab Upazila, distrito de Kishoregan. Su padre, Meher Ali Miyan, era abogado, presidente de la Junta Local de Mymensingh y miembro de la Junta de Distrito.
La educación temprana de Rahman comenzó en una escuela primaria cercana llamada Bhairab Model Govt. Primary school. En 1946, se matriculó en el instituto Bhairab K. B. High School. En 1947 se graduó con un Intermediate of Arts (IA) en el Dhaka College. En 1954 obtuvo un máster con matrícula de honor en Historia y una licenciatura en Derecho por la Universidad de Dhaka.
Presidió una reunión estudiantil celebrada en Amtala y fue uno de los once líderes estudiantiles que el 20 de febrero de 1952 tomaron la decisión de romper la orden de prohibición de la Sección 144. En 1953, Rahman fue elegido vicepresidente del Sindicato de Estudiantes del Fazlul Huq Hall de la Universidad de Dhaka. Fue expulsado de la Universidad por su participación activa en el Movimiento por la Lengua. Sin embargo, ante la agitación estudiantil, la autoridad universitaria se vio obligada a retirar la orden de expulsión.

## Trayectoria
Durante las elecciones del Frente Unido de 1954, Rahman fue nombrado vicepresidente del comité directivo electoral del distrito de Mymensingh. También fue presidente de la antigua Liga Awami Svechchha-sebak de Pakistán Oriental. En 1956 fue elegido presidente de la subdivisión de Kishoreganj de la Liga Awami. Participó en todos los movimientos de masas, incluido el movimiento contra el régimen militar de Ayub Khan en 1962, el movimiento de los seis puntos en 1966 y el levantamiento de masas de 1969. En la década de 1960 fue secretario general del Colegio de Abogados del distrito de Dhaka. En 1970 fue elegido miembro de la Asamblea Nacional de Pakistán.
Rahman fue uno de los organizadores de la guerra de liberación de Bangldesh en 1971. El Gobierno de Pakistán lo condenó a veinte años de prisión en rebeldía y confiscó todas sus propiedades.
Con la independencia pasó a ser el Secretario General de la Liga Awami en 1972 y parlamentario al año siguiente. Como miembro de la Asamblea Constituyente de Bangladés, Rahman participó activamente en la elaboración de la Constitución del país. Fue elegido miembro del Jatiya Sangsad en 1973. Fue elegido secretario general de la Liga Awami de Bangladés en 1974. Fue miembro del Buró Político y del Comité Central de la Liga Awami de Bangladés (BAKSAL) en 1975. Fue uno de los cuatro secretarios de la BAKSAL.
Tras el asesinato del primer presidente, Sheikh Mujibur Rahman fue encarcelado cuatro años por la junta militar. Rahman desempeñó un importante papel como miembro del presidium de la Liga Awami de Bangladés desde 1981. En 1986 fue elegido miembro del Jatiya Sangsad. En 1986 fue encarcelado de nuevo. Fue elegido secretario general de la Liga Awami de Bangladés en 1992. Volvió a ser parlamentario y entre 1996 y 2001 fue Ministro de Gobierno Local, Desarrollo Rural y Cooperación.
Rahman juró su cargo como 19.º Presidente de la República Popular de Bangladés el 12 de febrero de 2009. Según el procedimiento constitucional, se consideró que el nuevo presidente cumplía con todas las responsabilidades que el cargo le imponía. Como político de carrera, estaba eminentemente preparado para formar parte de un proceso que insistía sistemáticamente en la primacía del orden democrático en el país. Era un parlamentario que, desde su entrada en la política nacional, casi nunca estaba fuera del Parlamento.
Rhaman falleció el 20 de marzo de 2013 en el Hospital Monte Elisabeth de Singapur a causa de problemas respiratorios severos que padecía, tras ser ingresado previamente en un hospital militar en Bangladés.
Rahman fue enterrado con todos los honores de Estado, con militares disparando tiros al cielo. Al funeral asistieron cientos de personas para rendirle tributo.